# Richonia variospora
Richonia variospora är en svampart som beskrevs av Boud. 1885. Richonia variospora ingår i släktet Richonia och familjen Zopfiaceae.   Inga underarter finns listade i Catalogue of Life.